# Metarungia
Metarungia là chi thực vật có hoa trong họ Acanthaceae.